# Ptyonota formosa
Ptyonota formosa är en fjärilsart som beskrevs av George Francis Hampson 1894. Ptyonota formosa ingår i släktet Ptyonota och familjen trågspinnare. Inga underarter finns listade.